# District de Chagres
Le district de Chagres est l'une des divisions qui composent la province de Colón, au Panama. Au recensement de 2010, il comptait 10 003 habitants.

## Division politico-administrative
Elle est composée de sept corregimientos :
- Nuevo Chagres
- Achiote (es)
- El Guabo (es)
- La Encantada (es)
- Palmas Bellas
- Piña (es)
- Salud (es)

## Crédit d'auteurs
- (es) Cet article est partiellement ou en totalité issu de l’article de Wikipédia en espagnol intitulé « Distrito de Chagres » (voir la liste des auteurs).